# Покропивний Сергій Федорович
Сергі́й Фе́дорович Покропивний (нар. 18 липня 1930, Пустоварівка, Сквирський район, Київська область — пом. 16 червня 2001, Київ) — український вчений-економіст. Доктор економічних наук (1979), професор (1980). Заслужений працівник освіти України (1991).

## З біографії
Закінчив середню школу з золотою медаллю, служив у армії. Вищу освіту здобув у Київському фінансово-економічному інституті у 1958 році. Пізніше працював у цьому ВНЗ: старший лаборант, завідувач кафедри економіки промисловості (1968—1992), декан планово-економічного факультету (1986—1992).
Захистив кандидатську дисертацію на здобуття наукового ступеня кандидата економічних наук у 1963 році. У 1969—1970 рр. мав наукове стажування у Франції.
У 1979 році захистив дисертацію на здобуття наукового ступеня доктора економічних наук. У квітні 1980 року йому присвоєно наукове звання професора по кафедрі економіки промисловості. У 1993 р. обраний академіком Академії наук вищої школи України по відділенню економіки.

## Творчий доробок
Результати науково-дослідної роботи знайшли відображення в понад 180 опублікованих наукових працях професора С. Ф. Покропивного (у тому числі 22 наукові монографії, підручники і навчальні посібники загальним обсягом понад 350 друк. арк.).
Основні роботи:
- «Економіка промисловості» (1977 рік, 34 друк.арк.);
- «Економіка промислового виробництва» (перше видання 1977 року, друге — 1982 року, обсягом відповідно 25 та 27 друк.арк.);
- «Ефективність ремонту машин» (1975 рік, 14 друк.арк.);
- "Економічне обґрунтування інженерних рішень (1985 рік, 16 друк.арк.);
- «Науково-технічний та організаційний прогрес в машинобудуванні: ефективність і шляхи прискорення» (1989 рік, 18 друк.арк.);
- «Ефективність інноваційних процесів у машинобудуванні» (1987 рік, 10 друк.арк.);
- «Підприємництво: стратегія, організація, ефективність» (1997 рік, 22 друк.арк.);
- «Бізнес-план: технологія розробки та обґрунтування» (1999 рік, 12 друк.арк.